# 四乙基氫氧化銨
四乙基氢氧化銨是有示性式(C2H5)4NOH的有機化合物，缩寫為Et4NOH。它是四乙銨根的氫氧化物，常配置為水或醇溶液，其呈無色並具高度鹼性。该化合物是有机合成中的常用试剂。它也用于制备沸石。 

## 结構

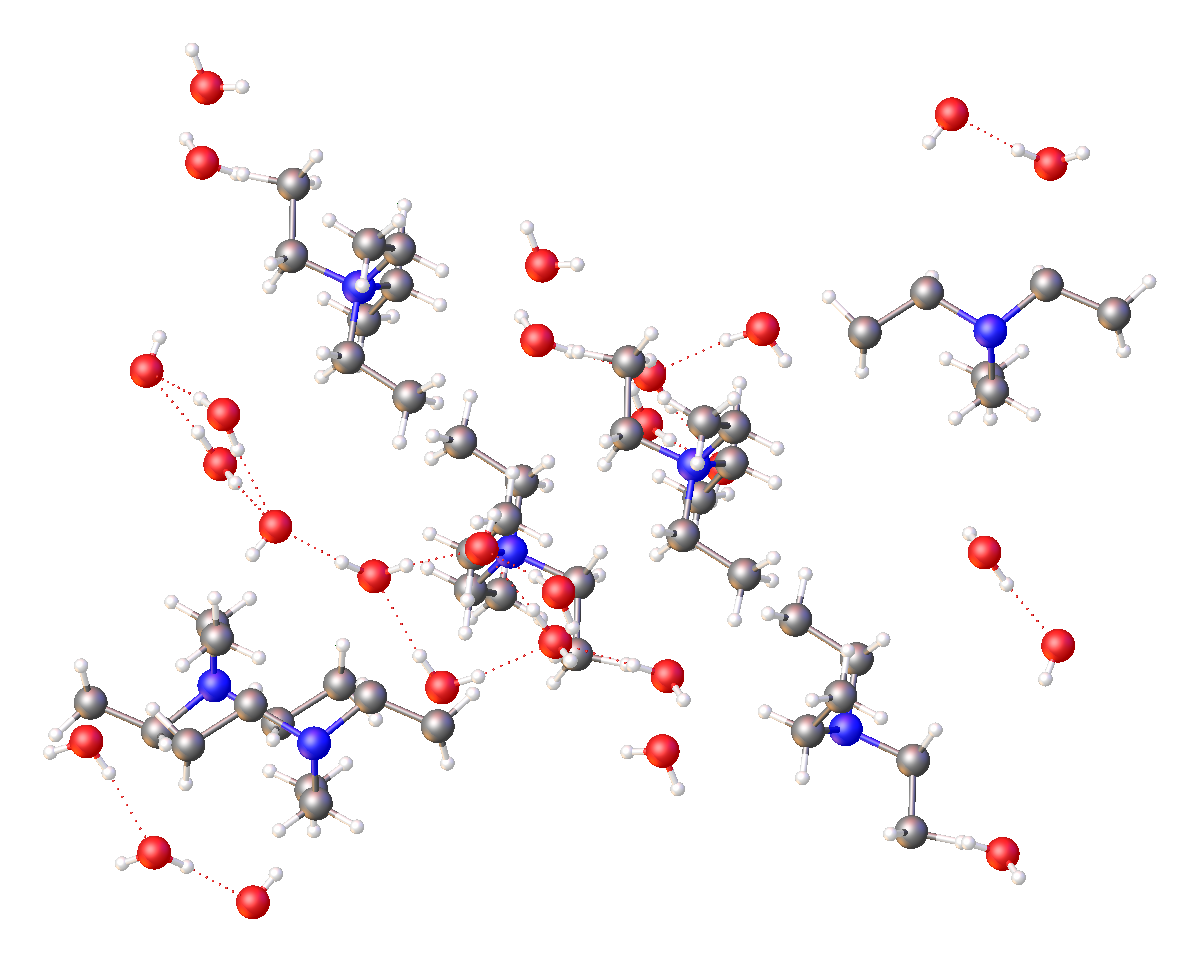
四水合四乙基氫氧化銨的結構

四乙基氫氧化銨最常以水溶液形式使用。已有幾種四乙基氢氧化銨的水合物被單獨结晶，包括四水合四乙基氫氧化銨、五水合四乙基氫氧化銨、九水合四乙基氫氧化銨。这些盐具有獨立分离的四乙基銨陽離子和氫氧根陰離子。氢氧根陰離子通过氢键與结晶水相连。目前尚未獨立分离出无水四乙基氢氧化铵。

## 合成與反應
它是由四乙基溴化銨通过使用装有氫氧化物的離子交換柱或通过氧化銀的複分解反應作用製得的。 嘗試分離純四乙基氫氧化銨會誘發霍夫曼消除反應，從而生成三乙胺和乙烯。
用不同酸處理四乙基氫氧化铵會產生水和其他不同的四乙基銨鹽：
{\displaystyle {\ce {Et4NOH + HX -> Et4NX + H2O}}}